# Elizabeth Phillips Hughes
Pour les articles homonymes, voir Hughes.
Elizabeth Phillips Hughes, née le 12 juillet 1851 à Carmarthen et morte le 19 décembre 1925 à Barry, est une enseignante galloise, première directrice du Cambridge Training College for Women, renommé ensuite Hughes Hall en son honneur. Elle s'intéresse particulièrement à la formation des enseignantes et à l'éducation au pays de Galles.

## Biographie
Elizabeth Hughes naît à Carmarthen, dans le Carmarthenshire, fille de John Hughes, médecin et Anne Phillips Hughes. Son frère, Hugh Price Hughes, est un réformateur méthodiste et sa sœur, Frances Hughes est elle aussi directrice de collège, au pays de Galles. Son arrière grand-père paternel est le fondateur de la Haverfordwest Bank (en), une ancienne banque galloise, et son grand-père paternel, Hugh Hughes, est un pasteur méthodiste. 
Elle fait ses études secondaires dans une école privée de Cheltenham puis enseigne de 1877 à 1881 au Cheltenham Ladies' College, dirigé alors par Dorothea Beale. Elle fréquente le Newnham College alors qu'elle a 30 ans, et obtient en 1884 une mention très bien aux tripos de sciences morales et en 1885, une même mention aux tripos d'histoire.

### Direction du Cambridge Training College for Women
Elizabeth Hughes est nommée en 1885 première principale du Cambridge Training College for Women. Ce projet, conduit sous la direction de Frances Buss, Sophie Bryant, et Anne Jemima Clough, est conçu pour proposer une formation à des universitaires qui enseigneront dans des écoles secondaires de filles qui sont en plein développement. Une institution semblable, destinée à la formation des futurs enseignants des écoles de garçons, est créée par Oscar Browning (en), avec le soutien d'Henry Sidgwick, en 1891. Le Cambridge Training College for Women reçoit ses premières étudiantes, au nombre de quatorze en octobre 1885, dans des locaux peu spacieux. Elizabeth Phillips Hughes assure non seulement la direction mais la plupart des enseignements. Elle est invitée à témoigner en juin 1894, devant la commission de James Bryce sur l'enseignement secondaire, et insiste à cette occasion sur la nécessité d'une formation théorique spécifique des futurs enseignants et sur l'importance de la mixité, aussi bien pour la formation des enseignants que pour les élèves. 
Sous sa direction, le collège s'agrandit et comprend, en 1898, une bibliothèque, un musée et un gymnase. L'établissement est renommé Hughes Hall en son honneur en 1949, lorsqu'il devient un collège constitutif de l'université de Cambridge. Elle prend sa retraite académique en 1899.

### Activités internationales et en temps de guerre
Après son départ de Cambridge, Elizabeth Hughes vit avec son frère cadet John Arthur Hughes à Barry, et conserve son intérêt pour les questions d'éducation et de réforme sociale. En route pour le Japon, où elle est professeure invitée d'anglais à l'université de Tokyo (1901-1902), elle est reçue aux États-Unis, sur la côte ouest, puis en Californie, à Berkeley,, et à Hawaï. Au Japon, elle fait la connaissance de Tsuda Umeko,. Elle visite la Chine, la Malaisie et l'Indonésie, participe au Congrès international des femmes en Allemagne et au congrès du National Union of Women Workers de 1903. 
Pendant la Première Guerre mondiale, elle est responsable d'un hôpital de la Croix-Rouge à Glamorgan ce qui lui vaut, en 1917, d'être nommée membre de l'ordre de l'Empire britannique pour son service en temps de guerre.

### Éducation au Pays de Galles
Elle publie en 1884 The Higher Education of Girls in Wales et The Educational Future of Wales (1894). Elle est secrétaire de l'Association pour la promotion de l'éducation des filles au pays de Galles en 1898, mais s'engage également en faveur de la mixité dans les établissements scolaires. Elle soutient la fondation d'un collège d'enseignants à Barry en 1914. Elle est membre du comité qui rédige en 1893 la charte de l'université du pays de Galles qui donne des diplômes aux femmes comme aux hommes, et est l'une des six gouverneurs (et l'unique femme) de l'université en 1894. L'université lui décerne, en 1920, un doctorat honoris causa.
Hughes est une alpiniste passionnée ; elle escalade le Cervin à l'âge de 48 ans. Elle meurt le 19 décembre 1925, à Barry. Une blue plaque est apposée à Carmarthen le 4 mai 2018.